# 미디어 파사드

줄리안 오피의 작품 군중(Crowd)이 틀어진 서울스퀘어의 미디어 파사드, 2009년작

미디어 파사드(영어: Media facade)는 건축물 외면의 가장 중심을 가리키는 '파사드(Facade)'와 '미디어(Media)'의 합성어로, 건물 외벽 등에 LED 조명을 설치해 미디어 기능을 구현하는 것을 말한다. 도시 건축물의 시각적 아름다움 뿐만 아니라 정보를 전달하는 매개물로 사용하기 때문에 디지털 사이니지(Digital Signage)의 한 형태이며, 조명·영상·정보기술(IT)을 결합한 21세기 건축의 새 트렌드로서, 덕수궁 석조정에 도입된 것이 효시로 꼽힌다.

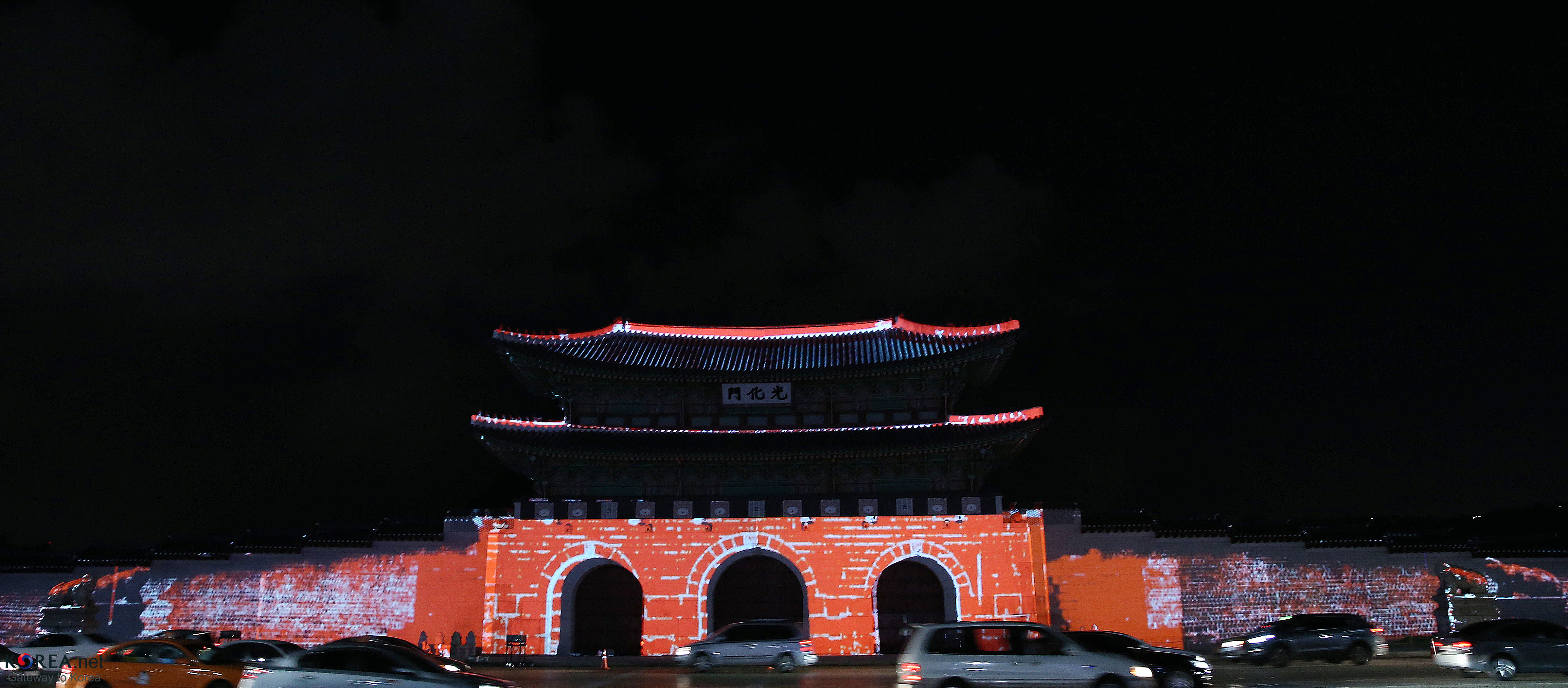
광화문의 미디어 파사드

프로젝션 맵핑과의 차이점은 미디어 파사드가 건물 외벽 등에 LED조명을 설치해  건물의 벽면을 디스플레이 공간으로 활용하는 것이라면, 프로젝션 맵핑은 건물의 외벽을 포함한 인테리어 공간, 오브제 등 프로젝터에 의해 영사시킬 수 있는 모든 것들을 스크린으로 사용하는 것이다.

## 기술
프로젝션 맵핑 시 고려해야 할 사항은 다음과 같다.
1. 맵핑 대상 설정
2. 시점 설정 : 맵핑시 평면의 스크린에 뎁스를 이용해 공간감과 입체감을 만들어 주는 컨텐츠가 많이 사용되는데, 이럴 경우 프런트 뷰에서 좌우로 벗어나면 벗어날 수록 입체감이 사라지게 되어 원하는 일루전을 느낄 수 없다. 그래서 관람객들이 스크린에서 어느정도 거리와 각도에서 보는게 가장 효율적인지 판단을 내려 위치 확보를 해 놓아야 한다.
3. 주변 조도 제어 가능 여부 확인 : 프로젝션 맵핑은 말 그대로 프로젝터를 사용하는 장르다. 아무리 높은 ANSI(밝기)를 가진 프로젝터를 사용하더라도 주변에 빛이 많으면 원하는 만큼의 밝기가 나오질 않는다. 그래서 최대한 빛이 없거나 덜 받는 장소를 택해야 하고, 아니면 맵핑을 하는 그 시간 동안이라도 제어를 할 수 있어야 한다.
4. 전기공급 및 배선 등 : 대형 맵핑일 경우 높은 안시의 프로젝터를 여러 대 사용할 경우가 생기는데, 그에 따라 전기공급은 어떻게 이루어질지 미리 체크를 해두어야 한다. 건물 내부에서 끌어서 사용할 수 있는지, 아니면 발전차를 불러야 하는지, 배선정리는 어떻게 할 것인지 협의가 필요하다.
5. 프로젝터 선택 및 대수 파악 : 어느 정도 현장 경험을 가지고 있는 디렉터라면 건물의 크기나 주변 환경을 쭉~ 훑어만 보더라도 어떤 브랜드의 어느 정도 안시를 가진 프로젝터를 사용할 것인지, 몇 대를 사용할 것이지 감이 온다. 일반적으로 야외에서 이루어지는 대형 프로젝션 맵핑일 경우 15,000ansi이상의 프로젝터를 사용하고 20,000 또는 30,000ansi 프로젝터를 여러 대 사용하기도 한다.  높은 ansi를 가진 프로젝터일수록 렌탈 비용 역시 많이 차이 나기 때문에 클라이언트와 상의 후 결정 내려진다. 
 (좋은 프로젝터: ansi(밝기), 해상도가 클수록, 단초점일수록 단초점 렌즈의 특징은 짧은 투사거리에서도 큰 화면을 보여줄 수 있다는 것인데 일반적으로 사용하는 프로젝터의 투사거리 대비 1/3 정도 거리에서 같은 화면 사이즈를 나타낸다. 따라서 대형건물에 투사하거나 공간확보가 어려울 경우 필요)
6. 프로젝터 위치 선정 : 몇 ansi의 프로젝터를 몇 대 사용하느냐에 따라 프로젝터 설치 위치가 결정되고 프로젝터를 설치할 수 있는 트러스 구조물 위치와 높이 및 크기도 결정된다. 이때 주의해야 할 점은 프로젝터의 위치 역시 웬만하면 뷰포인트 위치와 많이 벗어나지 않게, 비슷한 위치에 설치하는 게 맵핑 작업 시 유리하다.
7. 맵핑 시스템 결정 : 여러 대의 프로젝터를 이용할 경우, 당연 엣지 블랜딩이 필요하고 기본적인 그리드 맵핑과 베지어 와핑 등의 기술, 원하는 컨텐츠의 해상도, 코덱 등을 받쳐 줄 수 있는 시스템이 필요한데 현재 가장 많이 쓰는 것은 와치아웃 시스템이다.  하지만 2k이상의 해상도나 고품질의 화질을 지원해주는 코덱 등에서 약간의 아쉬움을 가지고 있다. 그래서 해외 쪽에선 판도라 박스도 많이 사용된다. 그리고 요즘엔 2~3대 정도의 멀티프로젝션 맵핑 시 밀루민이나 레졸룸 아레나 등도 큰 무리 없이 사용할 수 있을 것으로 판단된다.

## 맵핑 도구의 종류
맵핑 기술에 필요한 툴의 종류는 다음과 같으며 전반적으로 3d 영상을 구현하고 이 오브젝트를 인터랙티브 값을 통해 제어할 수 있는 기능을 지닌다.
- Photoshop/Illustrator
- MadMapper
- Millumin
- Resolum
- Module8
- VDMX
- Isadora
- VPT
- VVVV
- Processing
- Watchout
- Touch Designer
- Pandoras Box

## 관련 법안
미디어 파사드는 그동안 두 가지 법의 제한을 받아왔다. 하나는 1962년에 처음 개정된 이래로 조금씩 수정되어가며 이어져온 '옥외광고물 등 관리법'이며 다른 하나는 빛공해방지법이다. 지금까지 국내 미디어파사드의 상업적 활동을 용인하지 않은 현실적 한계는 '옥외광고물 등 관리법' 규정에서 발생했는데, 새로운 형태의 디지털 광고물들이 등장했지만 디지털 광고물에 대한 종류·크기 등 허가 및 신고 기준이 마련되어 있지 않았다는 한계로 인하여 대부분의 디지털 광고물들이 불법광고로 분류되었던 것이다. 미디어 파사드가 상용화되어 자리잡기 위해서는 미디어 파사드의 상업성도 보장이 되어야 한다. 그러나 미디어 파사드를 이용한 상업적인 시도들은 법으로 인해서 막혀있었다. 사명이나 기업을 홍보하는 문자를 직접 사용할 경우에는 옥외광고물 등 관리법에 따라 광고물로 간주되어 법의 규제를 받게 되기 때문이다. 그러한 '옥외광고물 등 관리법'은 '옥외광고물의 관리 및 산업진흥에 관한 법률'로 전면 개정되어 2014년 10월부터 시행될 예정이다. 이 개정안에는 "옥외광고산업의 진흥을 위해 디지털(Digital) 광고물의 표시방법 등의 기준에 관하여는 대통령령으로 따로 정할 수 있도록 하는 규정"이 포함되어 있다. 이에 따라 현재 특정구역에만 허용돼 나머지 70% 이상이 불법인 LED 전광판 등 디지털광고물이 합법화되는 등 옥외 광고물 시장이 획기적으로 변화될 전망이다.

## 같이 보기
- 프로젝션 맵핑

### 한국 관련 기업
- 레트로미디어
- 지스마트글로벌 보관됨 2018-01-09 - 웨이백 머신
- 디스트릭트
- 해비턴트